# Tapocyon
Tapocyon is een geslacht van uitgestorven roofdieren uit het Midden-Eoceen die behoort tot de miaciden, primitieve roofdieren die zouden evolueren tot de hedendaagse Carnivora.
Tapocyon is een van de grootste miaciden uit het Eoceen en dit dier is gevonden in Californië. Tapocyon had het formaat van een coyote en jaagde op kleine zoogdieren zoals primitieve primaten, knaagdieren en spitsmuizen. Dit roofdier had grote, intrekbare klauwen aan de voorpoten en Tapocyon was waarschijnlijk een uitstekende klimmer.